# Via Augusta

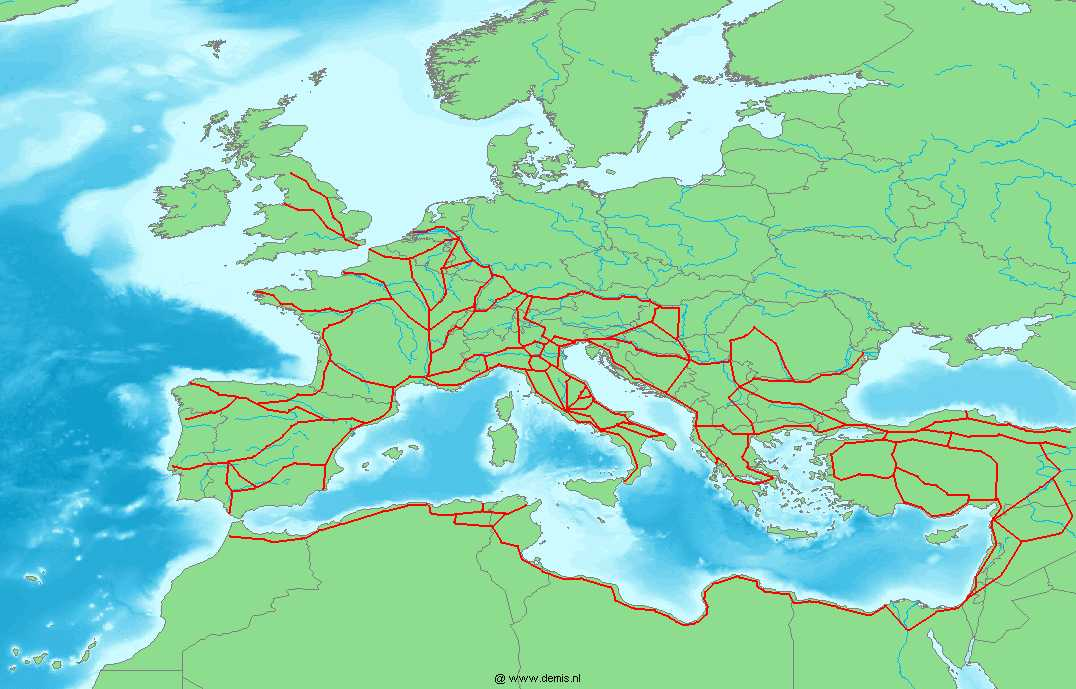
Übersicht des Straßennetzes im Römischen Reich im Jahre 125 n. Chr. unter Kaiser Hadrian

Die Via Augusta war mit etwa 1.500 km die längste Römerstraße in Hispania und verlief als Verlängerung der Via Domitia aus Rom von den Pyrenäen entlang dem Mittelmeer bis zum heutigen Cádiz. Sie bildete die Hauptachse des römischen Straßennetzes in Spanien.

## Geschichte

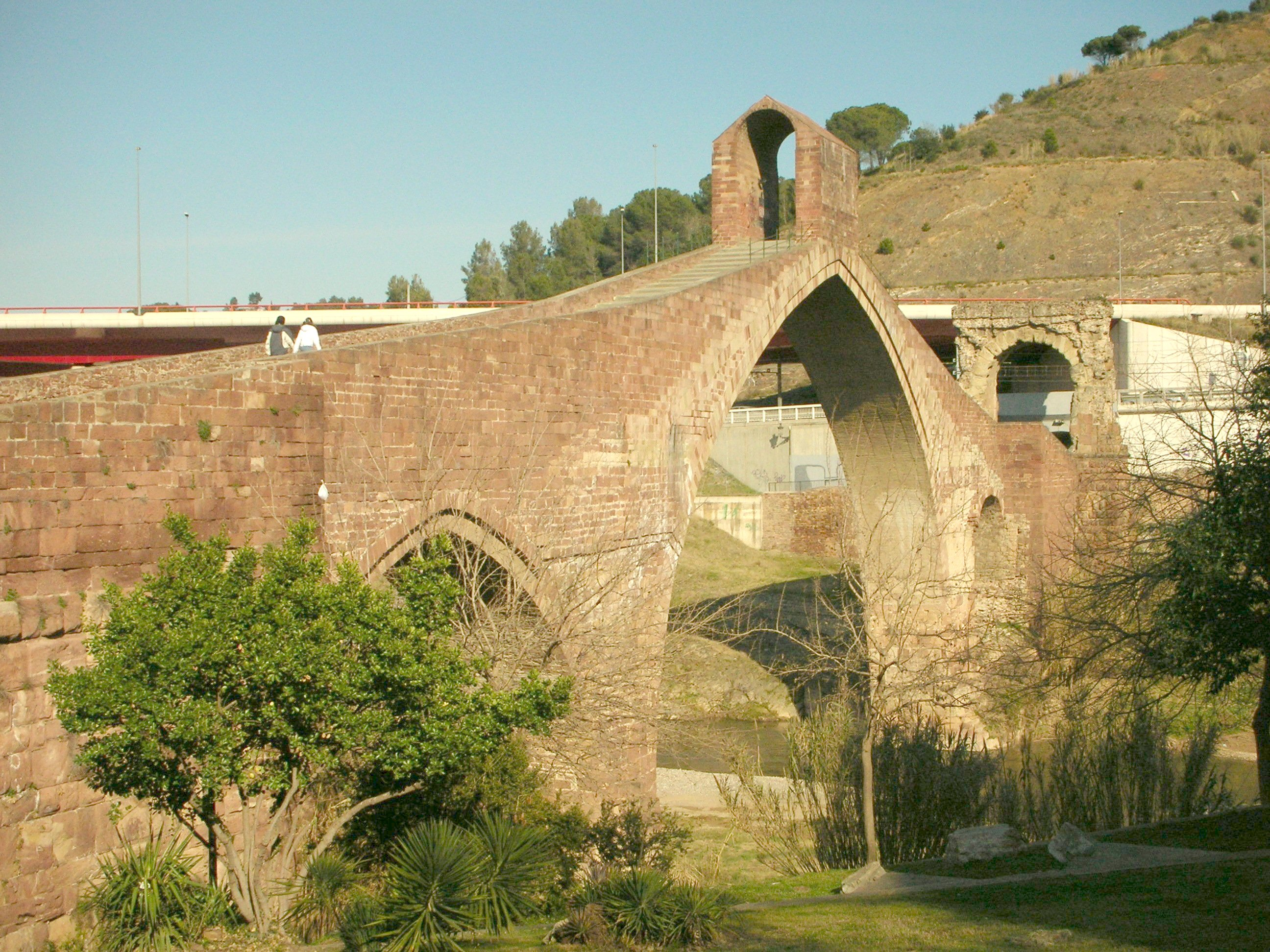
Gotische Brücke Pont del Diable bei Martorell von 1289, die auf Fundamenten einer römischen Vorgängerbrücke ruht

Verlauf der Via Augusta

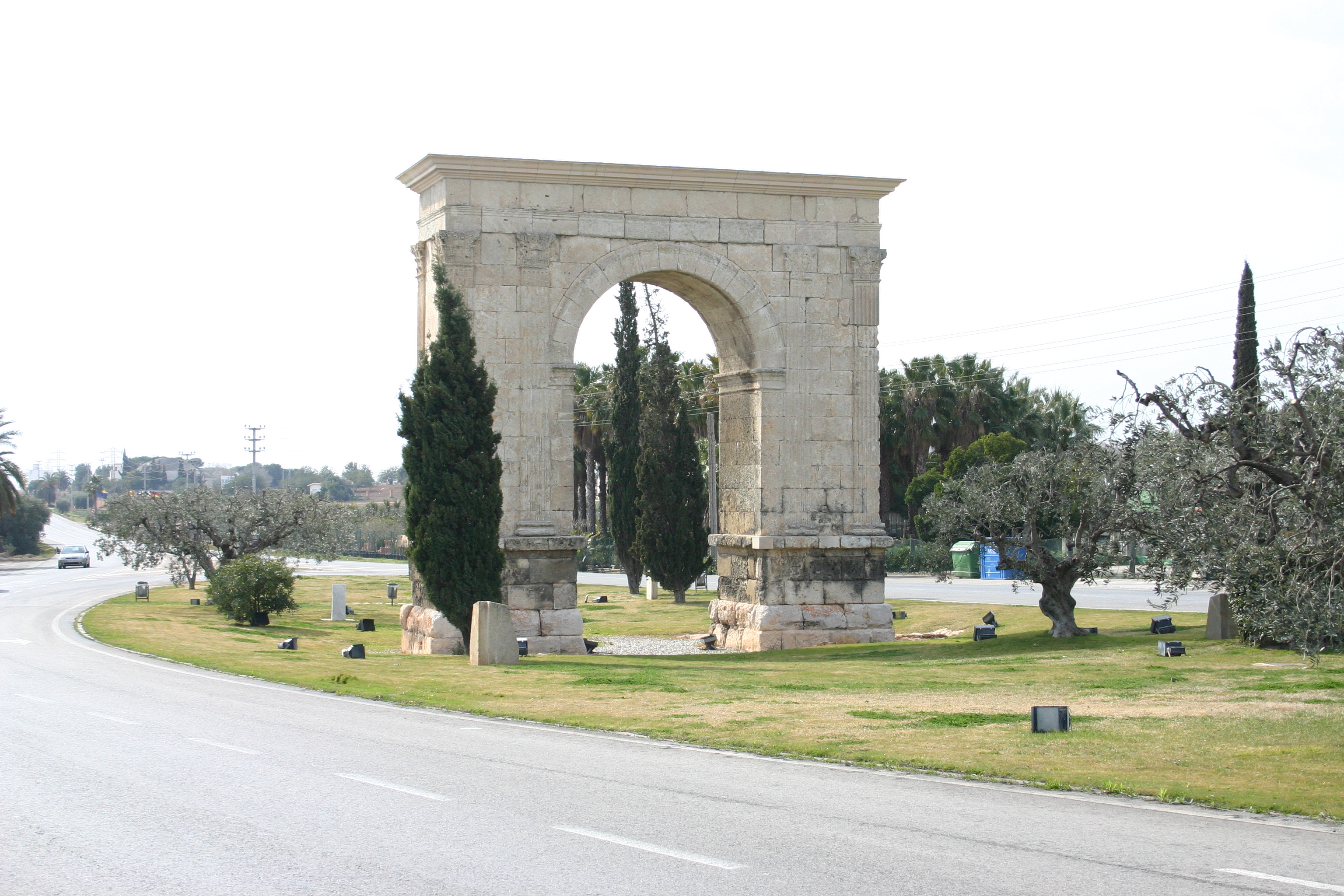
Arc de Berà an der Via Augusta (an der heutigen Nationalstraße N340)

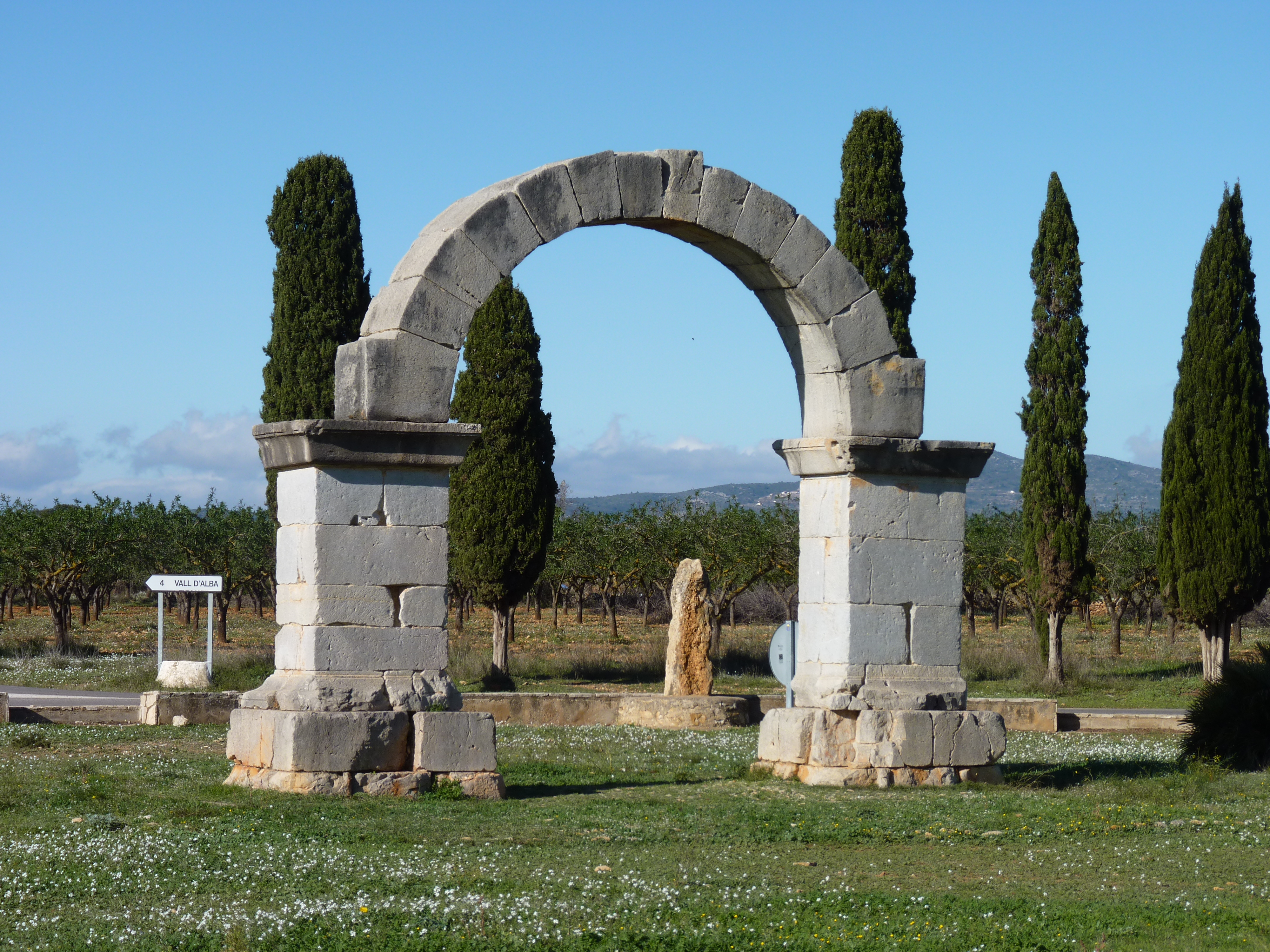
Arc Roma bei Cabanes

Hinweise am Arc Roma bei Cabanes

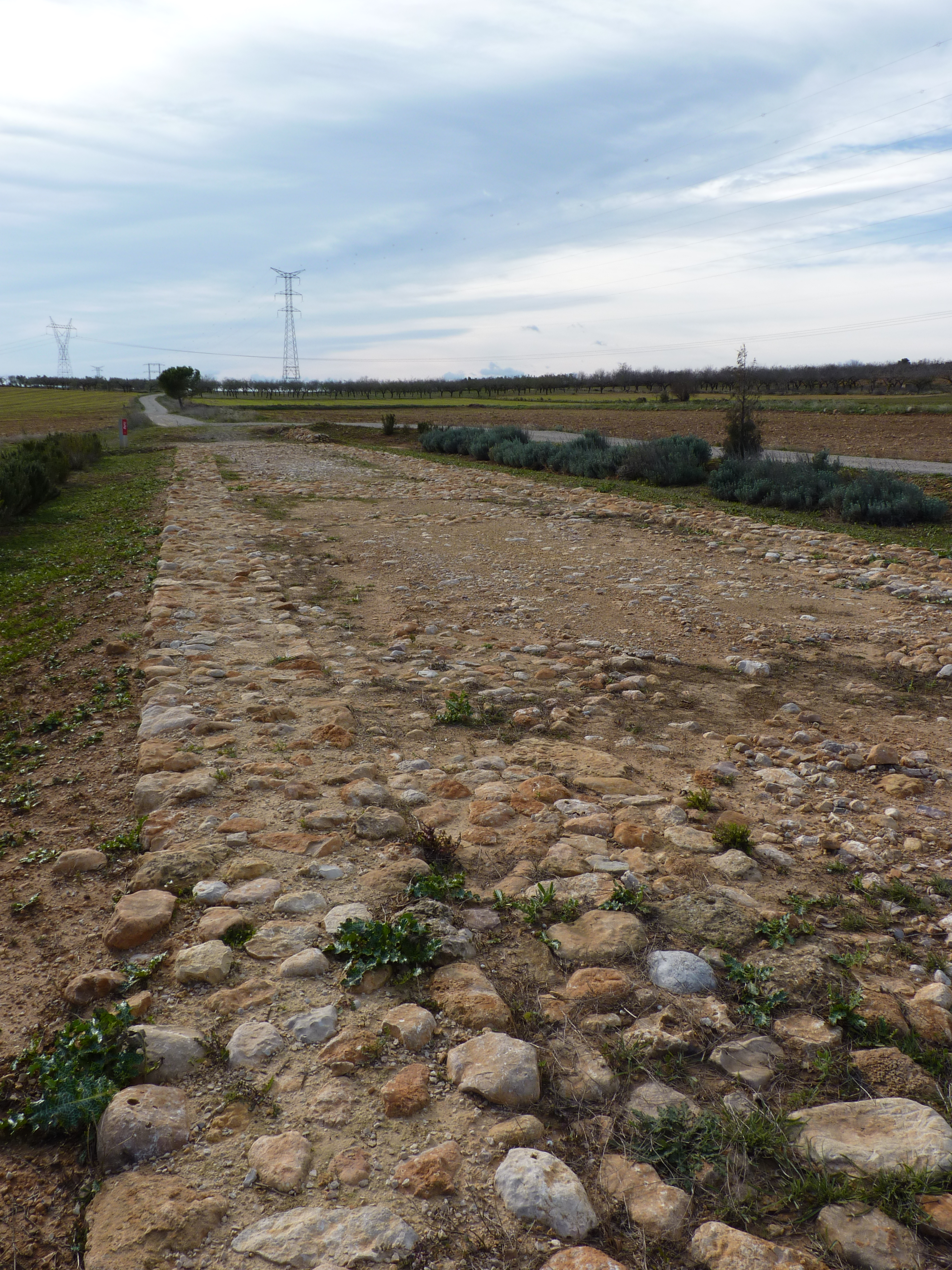
Erhaltenes Teilstück der Via Augusta bei Benlloch

Hinweise am Teilstück der Via Augusta bei Benlloch

Über die Jahrhunderte trug sie verschiedene Namen, wie Via Herculea oder Via Heraclea, Straße des Hannibal. Aber es war Kaiser Augustus, dessen Name sie auf Grund der umfassenden Ausbauten unter seiner Herrschaft erhielt. Vor allem in den Jahren 8 v. Chr. bis 2 v. Chr. entwickelte sie sich in eine wichtige Verkehrs- und Handelsachse zwischen den Städten, Provinzen und Mittelmeerhäfen.
Sie überquerte die Pyrenäen am Col de Panissars in der Nähe von La Jonquera und durchquerte die heutigen Provinzen Katalonien, Valencia und Andalusien.
Aktuell folgen die Straßen N-IV, N-420, N-340 und die Mittelmeer-Autobahn (A-7, AP-7, A-70) ähnlichen Routen und Orten wie damals die Via Augusta.
Diese Römerstraße gehört mit ihren wenigstens 96 Monumenten der Initiative der Europäischen Union „Die Römerstraßen des Mittelmeerraums“ an.

## Verlauf und noch heute Sehenswertes

### Katalonien
In diesem ersten, fast 700 Kilometer langen Abschnitt führte die Via Augusta durch Girona, vorbei an Barcelona und Tarragona. Im Einzelnen verlief die Römerstraße durch folgende katalanische Comarques:
- Alt Empordà, Pla de l’Estany, Gironès, Selva, Maresme, Barcelonès, Baix Llobregat, Alt Penedès, Baix Penedès, Tarragonès, Baix Camp, Baix Ebre, Montsià.

Eine erste römische Brücke wurde um das Jahr 10 v. Chr. errichtet, die „Pont del Diable“ führte die Via Augusta aus Richtung Barcino (Barcelona) kommend in Richtung Tarraco (Tarragona) über den Llobregat.
Im weiteren Verlauf traf man auf Bauwerke wie den „Arc de Berà“ (Bogen von Barà) bei Roda de Barà (Tarragona). Im heutigen Tarragona, das von den Römern als Tarraco bezeichnet wurde, gibt es ein eindrucksvolles archäologisches Ensemble, das von der UNESCO zum Weltkulturerbe erklärt wurde und ganz in der Nähe der Via Augusta liegt (siehe auch Tarraco).

### Valencia
Die nächste große Region, die die Via Augusta durchzog, sind die Provinzen Castellón, Valencia und Alicante in der Autonomen Region Valencia. Die dortige Strecke war ca. 425 Kilometer lang und verlief zum größten Teil nur knapp 25 Kilometer vom Mittelmeer entfernt. Im Einzelnen verlief die Römerstraße durch folgende valencianische Regionen:
- Castellón de la Plana – Traiguera, La Jana, San Mateu, La Salzadella, Les Coves de Vinromà, Cabanes, La Pobla de Tornesa, Borriol, Vila-Real, Borriana, Xilxes.
- Valencia – Sagunt, Valencia, Albalat de la Ribera, Xátiva, Moixent.
- Alicante – Villena, Sax, Elda, Monóvar, Aspe, El Rebolledo, Torrellano, Elx, Rojales, Benijófar.

In der Provinz Castellón, nahe dem Ort Cabanes findet man noch heute den  römischen Triumphbogen „Arc Roma“ er markiert den Übergang von der Via Augusta, die sich in dieser Provinz landeinwärts begibt. Dieser Bogen liegt in der Mitte eines Kreisverkehrs der CV-157.
Ein weiteres Fundstück zeigt sich im Verlauf der heutigen CV-10 bei Benlloch. Hier wurde ein Teilstück der Via Augusta erhalten.
In den Städten Sagunto und Valencia finden sich zahlreiche Fundstücke und erhaltene römische Stätten unter anderem das „Castillo de Sagunto“.

### Andalusien
Die dritte Etappe dieser jahrtausendealten Route verlief in Andalusien im Süden Spaniens durch die Provinzen Jaén, Córdoba, Sevilla und Cádiz am Fluss Guadalquivir entlang. Im Einzelnen verlief die Römerstraße durch folgende andalusische Regionen:
- Santiponce, Carmona, La Luisiana, Écija, Almodovar del Río, Córdoba, Montoro, Almedinilla, Puente Genil, Osuna, Marchena, Jerez, Cádiz.

In ihrem Verlauf stieß man auf die „Puente de Vadollano“. Sie ist eine römische Steinbogenbrücke in der Provinz Jaén. Die historische römische Brücke mit einer Länge von 10 Metern und einer Bogenhöhe von rund 3,5 Metern überquert den Río Guarrizas. Sie befindet sich im 6 Hektar großen Naturschutzgebiet „El Piélago“ zwischen den Municipios Vilches und Linares.
Eines der am besten erhaltenen Teilstücke ist jedoch das zwischen Sevilla und Carmona, hier findet sich die „Römische Nekropole von Carmona“ (Necrópolis Romana de Carmona), das „Sevilla Tor“, eine Grabfläche und ein Amphitheater.

## Technische Details
- Der erste Schritt zum Bau der Via Augusta war auch schon damals das Vermessen. Als Erstes wurde festgelegt, wo die Via Augusta verlaufen soll.
- Anschließend wurde mit den Arbeiten begonnen, diese wurden oftmals von römischen Legionären durchgeführt.
- Ein Graben in der Breite von ca. 7,30 m und einer Tiefe von etwa 1,10 m bildete die ausbaufähige Grundlage.
- Die erste Schicht wurde mit Statumen (groben Steinen, mit Schutt gebundene Erde oder feinem Kies) ausgelegt. Eine zweite Schicht bestand aus Rudus (feinerem Schutt). Eine dritte Schicht bildete Nucleus (Kern: aus feinem Kies).
- Die letzte vierte Schicht bestand aus Summa crusta (oberste Platte: flache Steinplatten oder Fliesen).